# Surcea, Covasna
Surcea (maghiară Szörcse) este un sat în comuna Zăbala din județul Covasna, Transilvania, România. Se află în partea de est a județului,  în Depresiunea Târgu Secuiesc.